# Исоев, Орзу
Орзу Исоев (перс. آرزو عیسی‎; род. 14 октября 1976, Куляб, Кулябская область) — таджикский ведущий, телерадиожурналист, поэт-песенник и блогер.

## Биография
Орзу Исоев родился 14 октября 1976 года в городе Куляб и вырос в городе Курган-Тюбе. Когда ему было четыре года, его родители развелись. В 2013 году он окончил факультет журналистики Таджикского государственного института искусств имени Мирзо Турсунзаде.

## Творчество
Орзу пишет стихи по системе аруз, а также в форме верлибр. Орзу начал писать, когда учился в средней школе города Курган-Тюбе. Из бедной семьи он не ожидал, что сможет сделать карьеру в поэзии и искусстве.
Написанные на стихи Орзу Исоева песни исполняют известные таджикские и узбекские исполнители — Садриддини Наджмиддин, Шабнами Сурайё, Мехрнигор Рустам, Баходур Гафурзод, Зулайхо Махмадшоева, Нигина Амонкулова, Юлдуз Усмонова, Озода Нурсаидова.

## Сочинение
- Орзу Исо. Дар пардаҳои атласии нури офтоб (шеърҳо), — Душанбе: «Эҷод», 2009. — 52 с. — ISBN 998-99947-39-83-7
- Орзу Исо. ‌Таронаи танҳоӣ (Маҷмӯъаи ашъор), — Душанбе: «Адиб», 2012. — 64 с. — ISBN 998-99947-2-253-2[7] (тадж.)
- Орзу Исо. Он сӯи ёдҳо, — Душанбе: «Эр-граф», 2015. — 220 с. — ISBN 998-99975-46-38-8[8] (тадж.)

## Примечание
1. ↑  Хиромон Бакозода. Орзу Исоев боится суеверия и продолжает сотрудничать с узбекскими певцами. Радио Озоди. Дата обращения: 13 октября 2021. Архивировано 27 октября 2021 года.
2. ↑  Лилия Гайсина. Интервью из Таджикистана на YouTube. Новый репортер (2 марта 2020). Дата обращения: 13 октября 2021. Архивировано 27 октября 2021 года.
3. ↑  От журналистов до математиков. Кто они, современные молодые поэты Центральной Азии. asiaplustj.info. ASIA-Plus. Дата обращения: 13 октября 2021. Архивировано 24 октября 2021 года.
4. ↑  Орзу Исоев: Чеҳраҳои сиёсиро барои худ қаҳрамон интихоб накардаам // Хабаргузории «Озодагон» Архивная копия от 23 октября 2021 на Wayback Machine. 9 апрели 2015, 10:24
5. 1 2  Орзу Исоев об откровенной поэзии, таджикских звездах и авантюре с Мехринигори Рустам. YOUR (9 января 2020). Дата обращения: 13 октября 2021. Архивировано 29 октября 2021 года.
6. ↑  Орзу Исоев: «Интиқод бояд ҳодиёна бошад, на ғаразмандона!» // Сомонаи мустақили чамъиятиву сиёсии Рӯзгор. Архивная копия от 23 октября 2021 на Wayback Machine 19 июли 2013, 16:02
7. ↑  Iso, Orzu. Taronai tanḣoī :  [тадж.] / Orzu Iso, Ravshani Ërmuḣammad. — Adib, 2012. — ISBN 978-99947-2-253-2. Источник. Дата обращения: 24 ноября 2021. Архивировано 24 ноября 2021 года.
8. ↑  Iso, Orzu. On sūi ëdḣo :  [тадж.]. — ĖR-graf, 2015. — ISBN 978-99975-46-38-8. Источник. Дата обращения: 24 ноября 2021. Архивировано 24 ноября 2021 года.